# Gotha WD 15
Die Gotha WD 15 war ein deutsches Militärflugzeug der Gothaer Waggonfabrik. Sie wurde 1917 von Karl Rösner entworfen und bildete den Abschluss der Gotha-WD-Reihe (WD=Wasser-Doppeldecker), einer Familie einmotoriger Schwimmerflugzeuge. Das Muster war komplett in Holzbauweise mit Stoffbespannung gehalten, die zweistufigen Schwimmer waren im Querschnitt rechteckig. Der Prototyp wurde am 14. Juli 1916 bestellt, am 5. Mai 1917 nach Warnemünde geliefert und mit der Marine-Nummer 842 am 6. Juni 1917 abgenommen. Die starre Holzluftschraube wurde von der Firma Heine zugeliefert. Der Durchmesser betrug 3,10 m bei einer Steigung von 1,80.

## Technische Daten

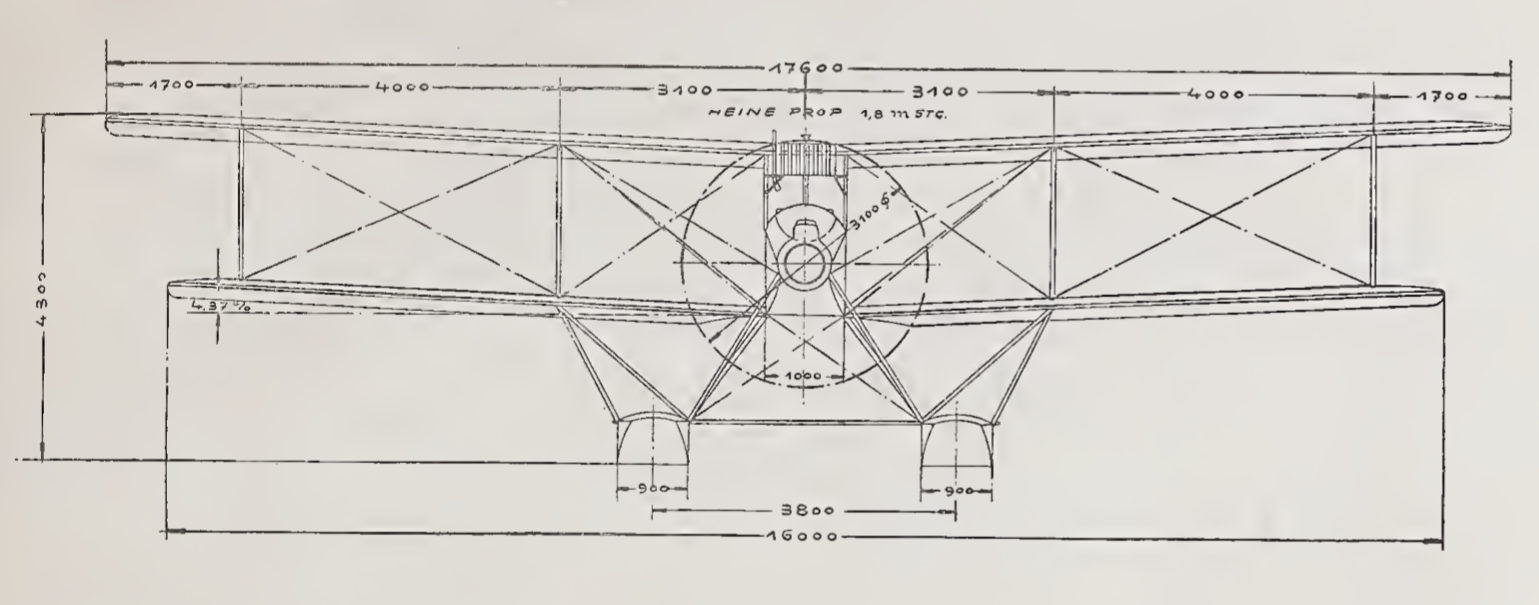
Risszeichnung der Vorderansicht

| Kenngröße             | Daten                                                                                       |
| --------------------- | ------------------------------------------------------------------------------------------- |
| Besatzung             | 2                                                                                           |
| Länge                 | 11,20 m                                                                                     |
| Spannweite            | 17,20 m                                                                                     |
| Höhe                  | 4,32 m                                                                                      |
| Flügelfläche          | 65,50 m²                                                                                    |
| Leermasse             | 1545 kg                                                                                     |
| Startmasse            | 2300 kg                                                                                     |
| Triebwerk             | ein wassergekühlter 6-Zylinder-Reihenmotor Mercedes D IVa mit 265 PS (195 kW) Startleistung |
| Höchstgeschwindigkeit | 152 km/h auf Meereshöhe                                                                     |
| Steigleistung         | auf 1000 m: 8:30 min auf 2000 m: 20:30 min auf 3000 m: 42:30 min                            |
| Dienstgipfelhöhe      | 4200 m                                                                                      |
| Reichweite            | 900 km                                                                                      |